# La vida del hombre honrado
La vida del hombre honrado (en polaco, Żywot Człowieka Poczciwego) es una obra literaria del escritor polaco Mikołaj Rej, publicada en 1568 en Cracovia, dentro de la colección llamada Espejo (Zwierciadło).

## Temática
Considerada su obra más conocida, es una descripción y glorificación de los ideales y deberes de la nobleza rural polaca del siglo XVI. Reflejo vívido de una mentalidad medieval, para Rej el hombre está condicionado por fuerzas externas más potentes que su voluntad; su nacimiento depende de la conjunción de los planetas; incluso dentro de sí, se encuentra determinado por su temperamento: sanguíneo, colérico, flemático o melancólico. Sin embargo, el hombre puede sublimar sus instintos y la razón puede prevalecer. La educación debe centrarse en leer, escribir, aprender a montar a caballo, a lanzar la jabalina, a disparar el mosquete. El verdadero aprendizaje útil vendrá por la experiencia. Gran discernimiento y prudencia deben usarse en la elección de una buena esposa. Finalmente, debe rehuirse el estrépito urbano y el atosigamiento de la vida cortesana, para vivir jovialmente en el campo, dedicado a un moderado sibaritismo, la buena mesa, los placeres de la caza, la lectura y la Naturaleza. Las únicas obligaciones que no deben ser evitadas por el "hombre honrado" son el servicio en la guerra, o la representación en la Dieta.
Obra escrita en una lengua rica e imaginativa, de gran viveza, repleta de diminutivos y repeticiones, es, también por ello, virtualmente intraducible.